# Botte da prof.
Botte da prof. (Fist Fight) è un film del 2017 diretto da Richie Keen.
Film commedia con protagonisti Ice Cube e Charlie Day.

## Trama
L'ultimo giorno prima delle vacanze estive gli studenti stanno tentando di organizzare un'elaborata festa che porterà il caos nella scuola. I professori stanno cercando di vigilare al meglio, ma soltanto il professore di storia Ron Strickland è abbastanza minaccioso per gli studenti. Nel mentre l'insegnante di inglese Andy Campbell è in attesa della notizia della nascita del suo secondo figlio, e viene messo in ansia dalle notizie sul taglio di fondi dalla sua amica Holly.
Dopo aver aiutato Campbell a non cadere in uno scherzo, Strickland chiede il suo aiuto per mettere in funzione un vecchio videoregistratore che si continua a spegnere da solo. Campbell sorprende uno studente, Neil, che con un app sta spegnendo il videoregistratore, infuriato Strickland distrugge il telefono del ragazzo. Ma Neil prende il telefono del compagno e continua nuovamente lo scherzo, ciò fa infuriare ancora di più Strickland che afferra un'ascia e distrugge il banco del ragazzo, facendo cadere la classe nel panico.
Entrambi i docenti vengono convocati dal preside Tyler per parlare dell'accaduto, e Ron minaccia Andy di mantenere il segreto sul suo comportamento. Quando Tyler minaccia di licenziare entrambi, Campbell rivela tutto e causa la perdita del posto per Strickland, quest'ultimo per rappresaglia lo sfida a una rissa al termine delle lezioni.
Campbell sconvolto e convinto di non avere alcuna possibilità, anche dopo i racconti del Coach Crawford, cerca di convincere Neil a ritrattare le accuse, per far reintegrare Strickland. Neil accetta a patto che il professore compri a lui un tablet molto costoso. Campbell va a comprare il tablet e uscito, trova la moglie Maggie con la figlia che gli ricorda che quel pomeriggio ha un talent-show con lei. Per sviare i dubbi Andy finge di aver comprato il costoso tablet per la moglie ed è costretto a comprarne uno nuovo. Il racconto di Neil convince il preside a reintegrare il professore al suo posto.
Uscito dalla presidenza Campbell riceve una chiamata d'emergenza da Holly che lo fa trovare, con Strickland, in una sala per parlare dei loro problemi con lei come moderatrice. Alla notizia che ha riavuto il posto Strickland è ancora più furioso perché glielo avrebbe dovuto comunicare prima di farlo, dicendo che la sfida è ancora valida.
Campbell sempre più nel panico chiama il 911 per chiedere aiuto, ma quando l'operatore sente la storia si mette a ridere e riaggancia. Grazie al consiglio di Holly e del Coach Crawford, Campbell si fa dare degli stupefacenti da Neil per metterli nella borsa di Strickland per farlo arrestare, ma il tentativo non ha l'esito sperato ed entrambi i docenti sono arrestati.
Nella cella condivisa con altri detenuti, Campbell trova un detenuto disposto a picchiare Strickland. Quando Strickland gli si avvicina per dire di annullare il combattimento, viene aggredito ma riesce a mettere facilmente al tappeto l'avversario, inoltre scopre l'organizzatore e ritratta l'idea di annullare la sfida.
Quando viene scoperto che ad incastrare i docenti era stata semplice aspirina vengono rilasciati. Tornato a scuola per il consiglio scolastico scopre, dal sovrintendente Johnson, che tutti i suoi colleghi sono stati licenziati, qui imbastisce una discussione sul fatto che la scuola non riceve i giusti fondi e se ne va. Giunto alla scuola della figlia viene ispirato dall'interpretazione che la bambina fa di I Don't Fuck with You e quindi trova la forza di resistere a Strickland.
Giunto all'appuntamento, inizia la rissa che si trascina per l'intera scuola, dopo che Campbell mette al tappeto Strickland con un estintore si mette a festeggiare, ma quest'ultimo si rialza e lo prende a pugni fino a quando non arriva la telefonata che la moglie è entrata in travaglio. Adesso Strickland mostra pietà e accompagna il collega all'ospedale ponendo così fine alla lotta.
Nell'estate il preside va a casa di Campbell dicendo che la rissa ha fatto molta pubblicità portando il dipartimento dell'istruzione a spendere molti più soldi, quindi ha riottenuto il suo posto. Il professore accetta a patto che anche gli altri docenti riottengano il loro lavoro.
All'inizio del nuovo anno con il corpo docente reintegrato ai loro posti, Strickland cerca di insegnare dei modi per imporsi con gli studenti al suo miglior amico Campbell.

## Produzione
La preparazione del film fu annunciata nel 2013. Il casting è stato iniziato nel 2015, il 9 giugno di quell'anno sono stati confermati i ruoli dei due protagonisti Ice Cube e Charlie Day. Le riprese sono iniziate il 28 settembre 2015 ad Atlanta e si sono terminate il 23 novembre dello stesso anno.

## Accoglienza

### Critica
Il film ha incassato 41.1 milioni di dollari, di cui 32.2 solo negli Stati Uniti, a fronte di un budget di 22 milioni.
Rotten Tomatoes ha dato un punteggio di 3.85/10 al film basandosi su 127 recensioni. Nello stesso articolo dice che il film è un insieme dei muscoli ma scorre lentamente.